# Blind geladen
Blind geladen ist ein Lustspiel von August von Kotzebue in einem Akt, das 1810 (in Hamburg) uraufgeführt und 1811 gedruckt wurde.

## Inhalt
Wilhelmine hat zwei Verehrer, Hauptmann von Thal und Rittmeister von Blum, gute Freunde untereinander. Als ihr Vater Wilhelmine drängt, sich für einen zu entscheiden, ersinnt sie folgenden Plan: Derjenige soll sie erhalten, welcher es schafft, dass der andere freiwillig das Feld räumt, also die Grenze des Anwesens überschreitet.
Thal und Blum versuchen verschiedene Tricks, um den anderen über die Grenze zu locken oder in die Flucht zu schlagen. Als erstes bestechen sie den Diener des jeweils anderen, damit dieser Hiobsbotschaften verbreitet, welche den Rivalen vertreiben. In der weiteren Handlung fordert Thal seinen Rivalen aufgrund der mittlerweile erlittenen Schmach zum Duell mit Pistolen. Thal verfehlt, Blum trifft, und Thal bricht zusammen. Sterbend vertraut er Wilhelmine seinem Freund an und bittet ihn zu fliehen, bevor er gefasst wird – auf Duellieren steht die Todesstrafe.
Kaum ist Blum weg, gibt Thal die List zu erkennen: Die Pistolen waren nur mit Pulver geladen. Thal ist unverletzt und hat Wilhelmine so für sich erobert.

## Umfeld
In einer Vorbemerkung zum gedruckten Stück gibt Kotzebue an, dass die Idee dazu ihm von einem Freund übermittelt wurde. Er tut dies, um sich davor zu schützen, dass ihm andere später ein Plagiat unterstellen. Nach seiner (heute ebenfalls gültigen) Auffassung ist eine Idee an sich nicht schützbar, nur die bearbeitete Idee, etwa in Form eines Theaterstücks.